# Cabo de São Tomé
Cabo de São Tomé to przylądek w stanie Rio de Janeiro, na południowo-wschodnim wybrzeżu Brazylii. Jest oddalony o 40 km na południowy wschód od miasta Campos dos Goytacazes. Powstał w wyniku nagromadzenia osadów przez rzekę Paraíba do Sul. Przylądek został po raz pierwszy zaobserwowany przez Europejczyków w 1501 roku.